# Jamal Amirudin
Jamal Muhammad Amirudin (* 3. März 1987 in Singapur) ist ein ehemaliger singapurischer Leichtathlet, der sich auf den Sprint spezialisiert hat.

## Sportliche Laufbahn
Erste internationale Erfahrungen sammelte Jamal Amirudin im Jahr 2006, als er bei den Juniorenweltmeisterschaften in Peking mit der 4-mal-100-Meter-Staffel mit 41,74 s im Vorlauf ausschied. Im Jahr darauf belegte er mit der Staffel bei den Asienmeisterschaften in Amman in 41,15 s den siebten Platz und 2009 schied er bei den Asienmeisterschaften in Guangzhou im 100-Meter-Lauf mit 10,88 s in der ersten Runde aus und kam mit der Staffel nicht ins Ziel. Anschließend belegte er bei den Südostasienspielen in Vientiane in 10,62 s den vierten Platz über 100 Meter und gewann mit der Staffel in 39,82 s die Silbermedaille hinter dem Team aus Thailand. 2010 schied er bei den Commonwealth Games in Neu-Delhi mit 10,64 s im Viertelfinale aus und verpasste mit der Staffel mit 40,14 s den Finaleinzug. Anschließend nahm er erstmals an den Asienspielen in Guangzhou teil und schied dort über 100 Meter mit 10,73 s im Halbfinale aus und kam mit der Staffel in der Vorrunde nicht ins Ziel.
Bei den Leichtathletik-Asienmeisterschaften 2011 in Kōbe schied er mit 10,69 s im Halbfinale aus und belegte mit der Staffel in 40,24 s den siebten Platz. Daraufhin scheiterte er bei der Sommer-Universiade in Shenzhen mit 10,73 s im Vorlauf und wurde mit der Staffel in 40,44 s Vierter, ehe er bei den Südostasienspielen in Palembang in 39,91 s die Silbermedaille hinter Indonesien gewann. Zwei Jahre später erreichte er bei den Studentenweltspielen in Kasan nach 40,27 s Rang sechs mit der Staffel und gewann anschließend bei den Südostasienspielen in Naypyidaw in 10,55 s die Bronzemedaille hinter dem Thailänder Jirapong Meenapra und Abdullah Iswandi aus Indonesien. Zudem sicherte er sich mit der Staffel in 39,79 s die Silbermedaille hinter Thailand. 2014 nahm er erneut an den Asienspielen in Incheon teil und schied dort über 100 Meter mit 10,60 s im Halbfinale aus. 2015 belegte er bei den Südostasienspielen in Singapur in 10,55 s den sechsten Platz über 100 Meter und gewann mit der Staffel mit neuem Landesrekord von 39,24 s die Silbermedaille hinter Thailand und beendete damit seine aktive sportliche Karriere im Alter von 28 Jahren.

## Persönliche Bestleistungen
- 100 Meter: 10,42 s, 13. September 2013 in Kuala Lumpur
- 200 Meter: 21,54 s (+1,0 m/s), 3. November 2012 in Bangkok